# Science-Fiction-Jahr 1906
Übersicht

◄◄ | ◄ | 1902 | 1903 | 1904 | 1905 | Science-Fiction-Jahr 1906 | 1907 | 1908 | 1909 | 1910 | ► | ►►

Weitere Ereignisse

## Neuerscheinungen Literatur
| Deutscher Titel                                             | Deutschsprachiges Erscheinungsjahr | Originaltitel        | Autor                       | Anmerkungen |
| ----------------------------------------------------------- | ---------------------------------- | -------------------- | --------------------------- | ----------- |
| Aus einem anarchischen Idealstaat                           | –                                  | –                    | W. Schaefer                 |             |
| Der deutsch-englische Krieg                                 | –                                  | –                    | Maximilian Kern             |             |
| Der Einfall der Deutschen in England                        | 1914                               | The Invasion of 1910 | William Le Queux            |             |
| Die Gleichheit des Zukunftsstaates                          | –                                  | –                    | M. Pulvermann               |             |
| Die Insel der Seligen                                       | –                                  | –                    | Max Halbe                   |             |
| Die soziale Entwicklung Deutschlands im 20. Jahrhundert     | –                                  | –                    | Germanus                    |             |
| Ein Blick nach vorn                                         | –                                  | –                    | Christian Stephan Grotewold |             |
| Hamburg und Bremen in Gefahr!                               | –                                  | –                    | Otto Hoepner                |             |
| Mit deutschen Waffen über Paris nach London                 | –                                  | –                    | Moriturus                   |             |
| Nordlicht 1908                                              | –                                  | –                    | Wicking                     |             |
| Revoluzzer: Satyrische Beleuchtung des Zukunftsstaates 19?? | –                                  | –                    | Carl Elsa                   |             |
| Völker Europas …!                                           | –                                  | –                    | Karl Bleibtreu              |             |

## Neuerscheinungen Filme
| Deutscher Titel | Deutschsprachiges Erscheinungsjahr | Originaltitel    | Regie           | Anmerkungen |
| --------------- | ---------------------------------- | ---------------- | --------------- | ----------- |
|                 |                                    | The '?' Motorist | Walter R. Booth |             |

## Geboren
- Fredric Brown († 1972)
- Karl Bruckner († 1982)
- Mark Clifton († 1963)
- Erroll Collins († 1991)
- Wolfram Fragner
- Alexander Kasanzew († 2002)
- Anton M. Kolnberger († 1976)
- Georgi Martynow († 1983)
- C. V. Rock († 1985)
- Joseph Samachson († 1980)
- Lawrence Schoonover († 1980)
- Nick Boddie Williams († 1992)

## Gestorben
- Wolfgang Kirchbach (* 1857)
- Eugen Richter (* 1838)
- Heinrich Seidel (* 1842)